# Judyann Elder
 (octobre 2010).
Si vous disposez d'ouvrages ou d'articles de référence ou si vous connaissez des sites web de qualité traitant du thème abordé ici, merci de compléter l'article en donnant les références utiles à sa vérifiabilité et en les liant à la section « Notes et références ».
Judyann Elder est une actrice américaine née Judith Ann Johnson en 1948 à Cleveland, Ohio aux États-Unis.

## Biographie
Elder commença sa carrière professionnelle à New York. Elle fit ses débuts à Broadway dans le rôle de Coretta Scott King dans I Have A Dream. Elle fit également des apparitions de « guest » dans des séries télévisées comme Sanford and Son, Urgences, A Woman Called Moses, Desperate Housewives et le rôle récurrent de l'obstétricienne de Candice Bergen dans Murphy Brown.

## Filmographie
- 1973 : Les Rues de San Francisco (TV) - Saison 2, épisode 8 (No Badge for Benjy) : Vi Hoskins
- 1998 : La Vie de famille (TV) : Hariette Winslow
- 2009 : Sept vies (Seven Pounds) de Gabriele Muccino : Holly
- 2016 : Viral de Henry Joost et Ariel Schulman :  Mrs Toomey